# Mościsko (powiat dzierżoniowski)
Mościsko (niem. Faulbrück) – wieś w Polsce, położona w województwie dolnośląskim, w powiecie dzierżoniowskim, w gminie Dzierżoniów, nad rzeką Piławą, przy drodze Dzierżoniów – Świdnica oraz przy szlaku kolejowym Kamieniec Ząbkowicki – Jaworzyna Śląska.
W latach 1954–1968 wieś należała i była siedzibą władz gromady Mościsko, po jej zniesieniu w gromadzie Dzierżoniów. W latach 1975–1998 wieś należała administracyjnie do województwa wałbrzyskiego.

## Transport
W Mościsku znajduje się przystanek pasażerski oraz punkt załadunkowy kolei Mościsko Dzierżoniowskie.

## Nazwa
Po zakończeniu II wojny światowej używano dla miejscowości nazwy Zgniły Most.
12 listopada 1946 r. nadano miejscowości polską nazwę Mościsko.

## Historia
- 1268 - wzmiankowany jest proboszcz Jan ze wsi Ponte, Patridus pons. Metryka wsi znacznie starsza.
- 1290 - nadanie Mościska kapitule św. Krzyża we Wrocławiu.
- 1341 - lokacja Mościska (wsi Wlbruch) na prawie niemieckim.
- 1385-1394 - Mościsko należy do rodziny Hugwicz, kilkakrotnie zapisującej czynsz joannitom ze Strzegomia. Musiały być to spore dochody skoro chłopi płacili 15 grzywien dziesięciny. W ówczesnych dokumentach Mościsko występowało pod nazwą Fulenbrucke, Fowlenbrucke, Foulenbrucke, Fahlebruche.
- 1562 - przebudowa kościoła.
- 1596 - wymieniana jest nazwa Faulen Brukh i Faulenbrück. Ewangelicy użytkują kościół. W tym okresie wieś jest już podzielona na trzy części.
- 7 III 1654 - zwrócenie kościoła katolikom. Poszczególne części wsi należą do Gotfrieda von Gellhorn i Nicolausa Friedricha von Zedlitz.
- II połowa XVII w. - budowa szubienicy na wzgórzu Lelek.
- 1667 - wymieniane jest Ober-, Mittel-, Nieder Faulbrück, przy czym dwie pierwsze części stanowią jedną całość, a Dolna przypisywana bywa do Grodziszcza.
- 1740 - posiadaczem Mościska Górnego i Środkowego był von Promnitz z Żar, a Dolnego von Dresky.
- 1785 - Mościsko Grn. i Śr. jest już własnością hrabiego von Stollberga. W jego części są 2 folwarki, 2 młyny wodne, kościół i szkoła, a mieszkało tam 17 gospodarzy, 27 zagrodników i 46 chałupników. Mościsko Dolne nadal jest własnością rodziny von Dresky, a mieszka tam 7 kmieci, 6 zagrodników i 28 chałupników. Istnieje również folwark. Mościsko w tym czasie zamieszkuje 870 osób.
- 1811 - przebudowa dworu.
- 1825 i 1840 - właścicielem 2 części jest hrabia Wilhelm zu Stollberg-Wernigerode. Jest to okres wyraźnego rozwoju wsi, a szczególnie tkactwa chałupniczego. W tej części Mościska jest dwór, 2 folwarki, owczarnie (hodowano ok. 2000 owiec), browar, gorzelnia, gospoda, 4 szynki, jest wymieniona też karczma za wsią, wiatrak, 2 szkoły z nauczycielami i 103 warsztaty tkackie oraz 20 rzemieślników i 5 handlarzy. Do kościoła należało 110 mórg ziemi. W 1825 r. Mościsko Dln. było w posiadaniu rodziny Marr. Był tam dwór z folwarkiem, filia szkoły ewangelickiej z Grodziszcza i 28 warsztatów tkackich. W 1840 roku ta część należy do Hermana von Dresky i w tym czasie we wsi jest już gorzelnia, gospoda, 6 rzemieślników i 6 handlarzy oraz 68 warsztatów tkackich. Mościsko zamieszkiwało w tym czasie 1243 osoby.
- 1855 - budowa linii kolejowej Dzierżoniów – Świdnica. Eksploatacja kamienia.
- 1870 - Mościsko Górne dzierżawi Neumann, Środkowe dzierżawi Schütz, a posiadaczem Dolnego był Paul Zinne.
- 1905 - Mościsko liczy 1701 mieszkańców. W pobliżu stacji kolejowej funkcjonowała cukrownia.
- 1924 - pożar kościoła i jego remont.
- 1944 - podczas II wojny światowej w Mościsku funkcjonowała męska filia obozu koncentracyjnego Groß-Rosen.
- 1945 - wieś nazywa się Zgniły Most.
- 1946 - pani Żyła uruchamia szkołę, proboszczem zostaje ks. Kazimierz Kuźnicki. Wprowadzenie nazwy Mościsko. W folwarkach utworzono Spółdzielnię Parcelacyjno-Osadniczą. Cukrownia uległa likwidacji.
- V 1947 - Rosjanie opuszczają Mościsko.
- 1949 - powstanie Rolniczego Zespołu Spółdzielczego (11 członków).
- 1950 - powstanie biblioteki.
- 1954 - Marian Gocyk organizuje scenę teatralną i chór przy szkole.
- 1957 - samorozwiązanie Rolniczego Zespołu Spółdzielczego.
- 1959 - remont kościoła.
- 1962 - reaktywacja Koła Gospodyń Wiejskich.
- lata 80. - budowa części sieci wodociągowej.
- 1995 - zakończenie telefonizacji wsi, budowa wodociągu, rozpoczęcie budowy oczyszczalni ścieków.
- 2000 - Biblioteka Publiczna Gminy wpisana do Krajowej Sieci Bibliotecznej, jest instytucją kultury.
- W 2009 r. Mościsko uzyskało w konkursie przeprowadzonym w ramach Regionalnego Programu „Odnowa Wsi Dolnośląskiej” tytuł Najpiękniejszej Wsi Dolnośląskiej 2009 r. za „piękno swoich mieszkańców”, otrzymując nagrodę w wysokości 7000 zł[8].
- W 2017 r. rozpoczęto renowację kaplicy pod wezwaniem Św. Antoniego z Padwy znajdującej się przy cmentarzu z wejściem od drogi Dzierżoniów - Świdnica.

## Zabytki
Do wojewódzkiego rejestru zabytków wpisany jest:
- kościół filialny św. Jana Chrzciciela z końca XIII wieku, przebudowany w 1562 r. oraz w XVIII i XX wieku[10].

Jest to jeden z najstarszych na Dolnym Śląsku jednonawowy kościół, należący do parafii św. Jana Chrzciciela, wzmiankowany po raz pierwszy w 1268 roku. Kościół został przebudowany po pożarze w 1924 roku. Jest budowlą orientowaną z prostokątną, oskarpowaną nawą i węższym, oskarpowanym prezbiterium przykrytym sklepieniem krzyżowym oraz żebrowym z dekoracyjnymi wspornikami. Przy prezbiterium dostawione są zakrystia i kruchta z kamiennym gotyckim portalem uskokowym z XIV wieku. W południowej ścianie nawy mieści się gotycki portal z dekoracyjnymi kolumienkami. Kościół ma okna ostrołukowe, w prezbiterium ozdobione maswerkiem. Na sklepieniu prezbiterium widoczna jest gotycka polichromia z przełomu XIV/XV wieku, przedstawiająca Chrystusa i zwierzęta symbolizujące 4 ewangelistów. Wewnątrz zachowały się kamienne tabernakulum z 1300 roku oraz ołtarz główny z XVII wieku. Między kościołem a budynkiem przy ul. Kolejowej 1 odkryto niedawno tunel łączący te budynki.
Inne zabytki:
- prawdopodobnie późnośredniowieczny monolitowy krzyż kamienny o nieznanym przeznaczeniu; pojawiająca się hipoteza, że jest to tzw. krzyż pokutny, nie ma oparcia w bezpośrednich dowodach i oparta jest wyłącznie na nieuprawnionym założeniu, że wszystkie stare kamienne monolitowe krzyże są krzyżami pokutnymi,
- dwór z 1811 roku.

## Atrakcje
Wzniesienie Lelek (niem. Ruhberg, 277 m n.p.m.) – miejsce po prawej stronie drogi z Mościska do Grodziszcza z fragmentarycznie zachowanymi murami cylindrycznej studni, wykonanej w całości z nieociosanych bloków granitu, na koronie której (za czym przemawia średnica studni) przypuszczalnie wzniesiona była dalsza drewniana konstrukcja. Mogła ona pełnić rolę rycerskiej czatowni lub wieży obronnej z okresu średniowiecza, powstałej prawdopodobnie na miejscu dawnej świątyni pogańskiej.